# Cochin Shipyard
Cochin Shipyard Ltd (CSL) — крупнейший судостроительный и ремонтный завод в Индии.  Является частью судостроительного кластера в портовом городе Кочин. 
Из услуг, предоставляемых верфью, — строительство судов снабжения платформ и нефтяных танкеров с двойным корпусом. В настоящее время он строит первый авианосец индийской постройки, R11 «Викрант».
Верфь Cochin Shipyard была зарегистрирована в 1972 году как государственная компания, первая очередь объектов была введена в эксплуатацию в 1982 году. Компания имеет статус Миниратна.  Верфь имеет возможность строить суда водоизмещением до 110 тыс. т и ремонтные суда до 125 тыс. т, крупнейшие подобные объекты в Индии . В августе 2012 года правительство Индии объявило о планах продажи с целью привлечения капитала в размере 15 млрд. рупий с дальнейшим расширением за счет первичного публичного предложения (IPO) к концу финансового года.  Однако этого не произошло до августа 2017 года, когда компания провела IPO и разместила свои акции на BSE и NSE. 
Верфь также готовит дипломированных инженеров в области морской инженерии.  Ежегодно проходят обучение около ста студентов.

## Судостроение

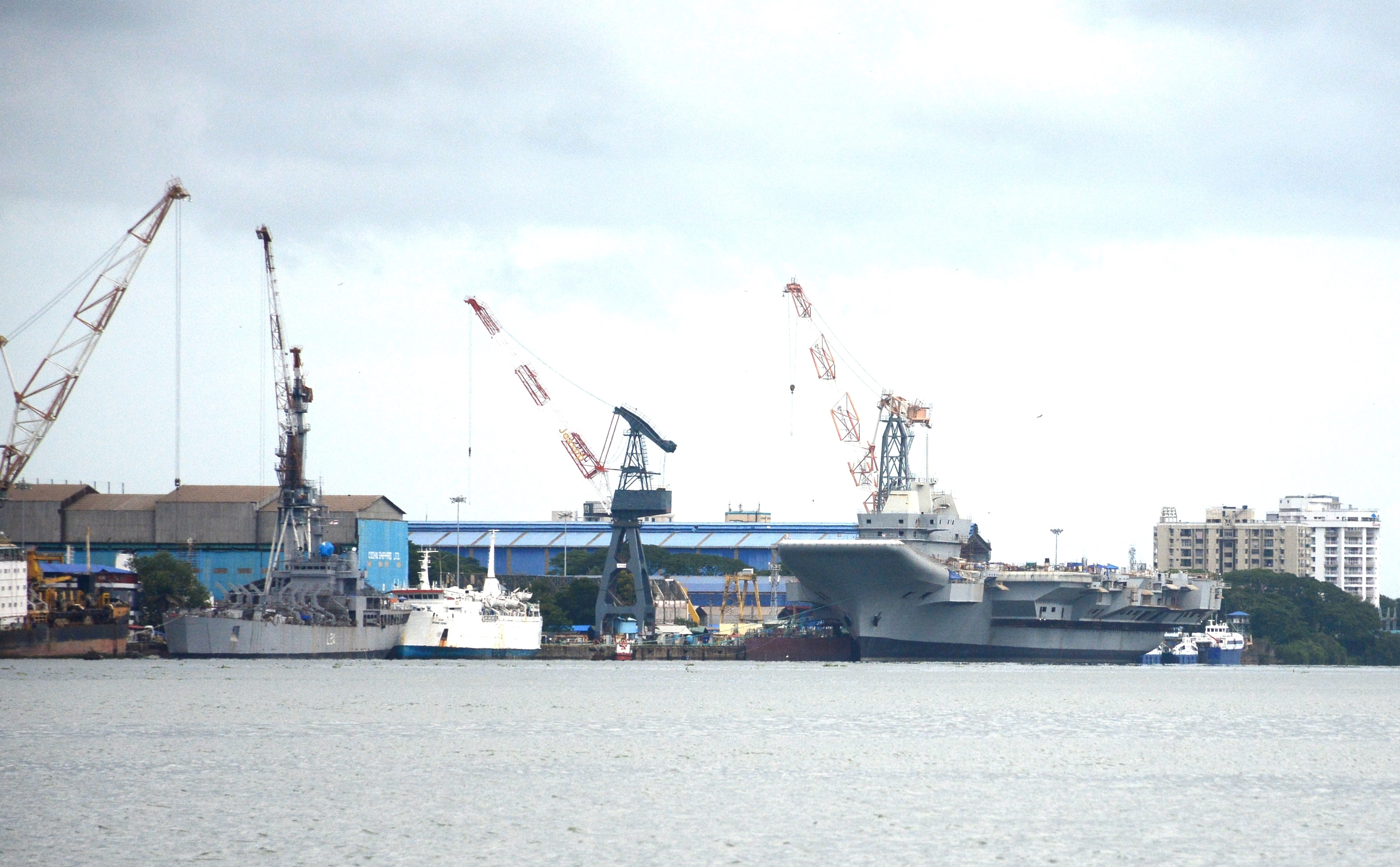
Авианосец «Викрант» в постройке на верфи в Кочине в 2017 году.

Первым кораблем, сошедшим с конвейера верфи в Кочине, был MV Rani Padmini в 1981 году. 
Верфь поставила два крупнейших в Индии танкера Афрамакс с двойным корпусом дедвейтом 95 000 тонн каждый.
CSL получает заказы на судостроение от всемирно известных компаний из Европы и Ближнего Востока. Верфь строит шесть балкеров дедвейтом 30 000 т для группы Clipper на Багамах, спущены на воду первые три судна. 
Также строятся восемь судов снабжения платформ для норвежской управляющей компании Seatankers. 

### Авианосец «Викрант»
Cochin Shipyard построила первый индийский авианосец. «Викрант» (ранее проект 71 «Корабль ПВО») — первый авианосец ВМС Индии, спроектированный и построенный в Индии. Авианосец станет крупнейшим военным кораблем, построенным CSL. В феврале 2020 года все основные конструктивные и достроечные работы были объявлены завершенными.  4 августа начались ходовые испытания, и в августе 2022 года судно должно быть сдано в эксплуатацию.  Пятидневные ходовые испытания были успешно завершены 8 августа 2021 года. 

## Судоремонт
Верфь предлагает услуги по ремонту судов с 1982 года и проводит модернизацию и ремонт всех типов судов, включая суда для нефтеразведки, а также плановое техническое обслуживание и продление срока службы кораблей ВМС Индии, Береговой охраны Индии, судов союзной территории Лакшадвип, рыболовные суда, суда компаний Cochin Port Trust, SCI и Oil and Natural Gas Corporation (ONGC). Верфь осуществила капитальный ремонт авианосца «Вираат» и дважды (в 2016 и 2018 гг.) — капитальный ремонт авианосца «Викрамадитья». Получен крупный заказ на техническое обслуживание и модернизацию от компании ONGC. Заказ включает капитальный ремонт трех буровых установок: мобильной морской буровой установки Sagar Vijay, мобильной морской буровой установки Sagar Bhushan и самоподъемной буровой установки Sagar Kiran.

## Внешняя ссылка
Официальный веб-сайт компании.